# Fuad Chahín
 Fuad Eduardo Chahín Valenzuela (Temuco, 1 de diciembre de 1976) es un abogado, académico y político chileno de ascendencia palestina. Ejerció como diputado de la República durante dos periodos consecutivos, entre marzo de 2010 y marzo de 2018, por el distrito n° 49. Fue militante del Partido Demócrata Cristiano (PDC) hasta su expulsión en 2023, llegando a presidirlo en una oportunidad desde mayo de 2018, hasta su renuncia al cargo el 18 de mayo de 2021. Se desempeñó como miembro de la Convención Constitucional en representación del distrito n° 22 de la región de La Araucanía, entre julio de 2021, y agosto de 2022,  momento de su disolución.

## Familia y estudios
Nació el 1 de diciembre de 1976, en Temuco, hijo del pequeño empresario turístico Fuad Armando Chahín Said (de ascendencia palestina) y de Gladis Sandra Valenzuela Lonconao, comerciante gastronómica (de ascendencia mapuche).
Entre 1983 y 1990, realizó sus estudios primarios en el Liceo B N.°13 Las Araucarias de la comuna de Curacautín y en el Colegio De La Salle de Temuco, y continuando los secundarios en el Liceo Camilo Henríquez de su ciudad natal. Posteriormente, en 1995, ingresó a la Facultad de Derecho de la Universidad de Chile donde se licenció en ciencias jurídicas y sociales, titulándose de abogado el 15 de noviembre de 2004.
Está casado con la consultora Karin Yanella Happke Martínez.

## Trayectoria profesional
Fue socio fundador  del Centro de Estudios Instituto Jorge Ahumada en 2006 y en abril de ese año se integró al estudio jurídico Arévalo y Cía. Desde julio de 2007 hasta la actualidad, es socio de Abdala y Cia. Especializado en la defensa de los derechos de los consumidores y la litigación oral. Por otro lado, ha sido abogado de organizaciones de consumidores entre 2006 y 2009.
En el ámbito académico, en 2008, fue profesor del diplomado Habilidades Directivas impartido por el Instituto de Asuntos Públicos de la Universidad de Chile.

## Trayectoria política

### Gobiernos de la Concertación
Durante su época universitaria se inició en política, como presidente comunal de la Juventud Demócrata Cristiana (JDC) de Curacautín, en 1991. Más tarde, en 1995, fue delegado del Centro de Alumnos de la Facultad de Derecho de su casa de estudios y al año siguiente, integró la Comisión Constituyente y la Asamblea Estudiantil de la Federación de Estudiantes de la Universidad de Chile (FECh). En 1999, presidió la Democracia Cristiana Universitaria (DCU) en su alma máter.
Para las elecciones parlamentarias de 2001, se presentó como candidato a diputado en representación del Partido Demócrata Cristiano (PDC) por el distrito n° 49 la Región de La Araucanía, pero por un margen de 0,3% no resultó elegido. Entre enero de 2002 y marzo de 2003, asumió como secretario regional ministerial (Seremi) de Gobierno en la citada región, designado por el presidente Ricardo Lagos, hasta que fue nombrado director de la División de Organizaciones Sociales (DOS) del Ministerio Secretaría General de Gobierno entre marzo de 2003 y marzo de 2006. Paralelamente, en el mismo gobierno, formó parte de la Comisión Asesora Presidencial del Defensor Ciudadano.
Entee 2006 y 2009, prestó asesorías legislativas en los ministerios de Justicia y de Minería, durante el primer gobierno de Michelle Bachelet.

### Diputado

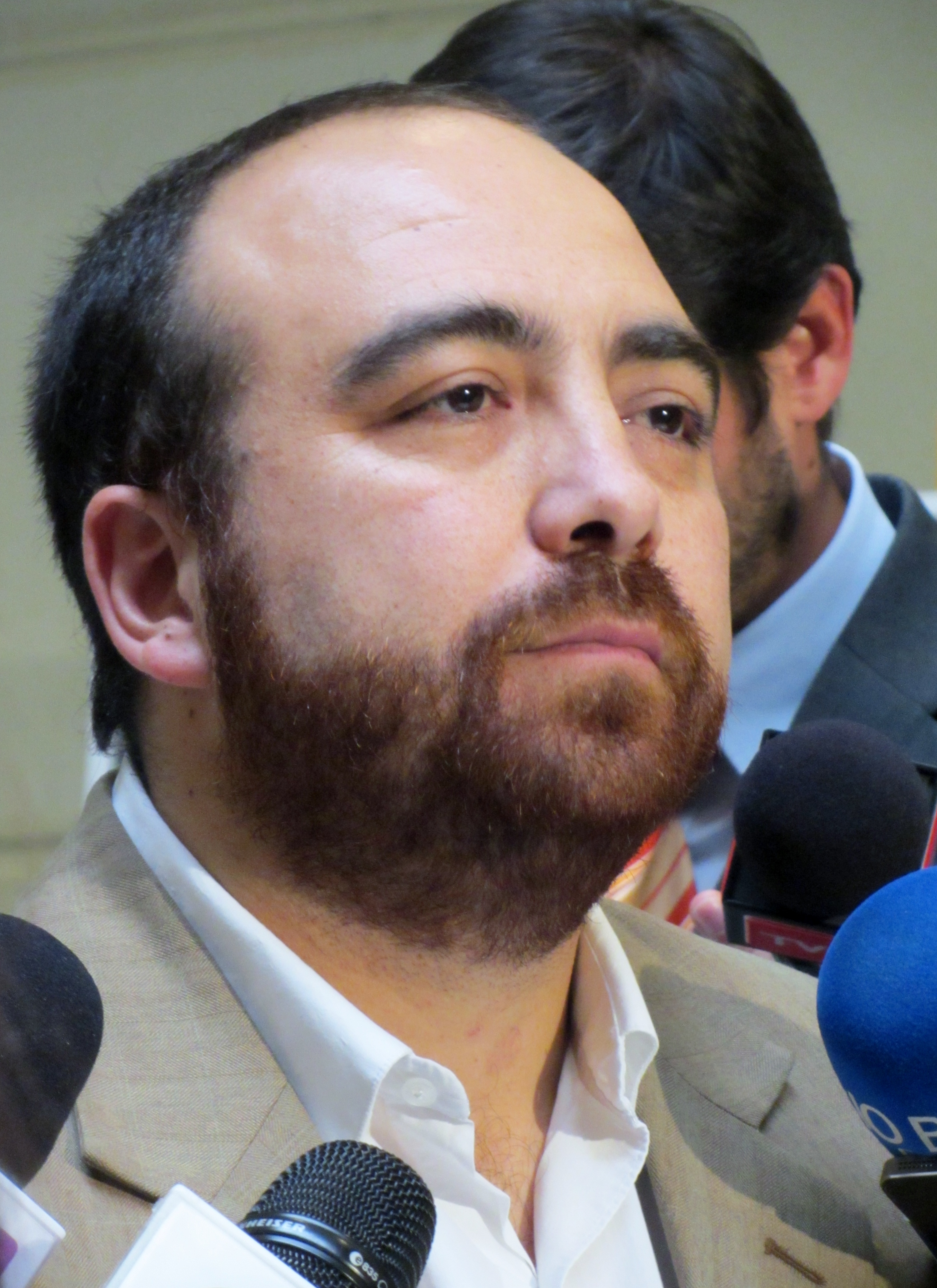
Chahín comparece ante la prensa en el Congreso Nacional; mayo de 2015.

En las elecciones parlamentarias de 2009, fue elegido como diputado por el distrito n.º 49 (correspondiente a las comunas de Curacautín, Galvarino, Lautaro, Lonquimay, Melipeuco, Perquenco, Victoria y Vilcún) de la región de La Araucanía, por el periodo legislativo 2010-2014. Presidió la comisión permanente de Superación de Pobreza, Planificación y Desarrollo Social; e integró las de Agricultura, Silvicultura y Desarrollo Rural; y la de Economía, Fomento y Desarrollo. Formó además, parte del comité parlamentario de su partido.
Para las elecciones parlamentarias de 2013, obtuvo la reelección como diputado, por el periodo 2014-2018. Integró las Comisiones Permanentes de Desarrollo Social, Superación de la Pobreza y Planificación; Constitución, Legislación y Justicia; y Economía, Fomento; Micro, Pequeña y Mediana Empresa; Protección de los Consumidores y Turismo (de esta última, fue presidente).
En las elecciones parlamentarias de 2017 postuló al Senado por la Circunscripción 11 de la región de La Araucanía, pero no resultó elegido. Por otra parte, al siguiente fue candidato a la presidencia de su partido, logrando la victoria con el 63,42% de los votos, asumiendo el 27 de mayo de 2018. Renunció en la Junta Nacional del partido el 18 de mayo de 2021, siendo reemplazado por Carmen Frei de manera interina.

### Convencional constituyente
En las elecciones del 15 y 16 de mayo de 2021, se presentó como candidato a convencional constituyente, representando a su partido y como parte del pacto «Lista del Apruebo», por el distrito n° 22, de la misma región. Obtuvo 11.392 votos correspondientes a un 14,3% del total de sufragios válidamente emitidos, resultando elegido. En el proceso de discusión de los Reglamentos de la Convención participó en la Comisión de Reglamento. Posteriormente, se incorporó a la Comisión Temática Sistema Político, Poder Legislativo y Sistema Electoral.

## Historial electoral

### Elecciones parlamentarias de 2001
- Elecciones parlamentarias de 2001, a diputado por el Distrito N°49 (Curacautín, Galvarino, Lautaro, Lonquimay, Melipeuco, Perquenco, Victoria y Vilcún)[8]

### Elecciones parlamentarias de 2009
- Elecciones parlamentarias de 2009, a diputado por el Distrito N°49 (Curacautín, Galvarino, Lautaro, Lonquimay, Melipeuco, Perquenco, Victoria y Vilcún)[9]

### Elecciones parlamentarias de 2013
- Elecciones parlamentarias de 2013, a diputado por el Distrito N°49 (Curacautín, Galvarino, Lautaro, Lonquimay, Melipeuco, Perquenco, Victoria y Vilcún)[10]

### Elecciones parlamentarias de 2017
- Elecciones parlamentarias de 2017, a senador por la Circunscripción XI, Región de la Araucanía (Angol, Carahue, Cholchol, Collipulli, Cunco, Curacautín, Curarrehue, Ercilla, Freire, Galvarino, Gorbea, Lautaro, Loncoche, Lonquimay, Los Sauces, Lumaco, Melipeuco, Nueva Imperial, Padre Las Casas, Perquenco, Pitrufquén, Pucón, Purén, Renaico, Saavedra, Temuco, Teodoro Schmidt, Toltén, Traiguén, Victoria, Vilcún)[11]

### Elecciones de convencionales constituyentes de 2021
- Elecciones de convencionales constituyentes de 2021, para convencional constituyente por el Distrito N.º22 (Angol, Collipulli, Curacautín, Ercilla, Galvarino, Lautaro, Lonquimay, Los Sauces, Melipeuco, Perquenco, Purén, Renaico, Traiguén, Victoria y Vilcún)[12]